# Az utazás (film, 2021)
Az utazás (eredeti cím: I onde dager) 2021-ben bemutatott norvég akció-filmvígjáték, melyet Nick Ball, John Niven és Tommy Wirkola forgatókönyvéből Tommy Wirkola rendezett. A főszerepben Noomi Rapace és Aksel Hennie látható.
A film 2021. július 30-án jelent meg.

## Cselekmény
Egy diszfunkcionális pár egy távoli faházba megy, hogy újra összejöjjenek, de mindkettőjüknek szándékában áll megölni a másikat. Mielőtt azonban véghezvihetnék terveiket, váratlan látogatók érkeznek, és még nagyobb veszéllyel szembesülnek.

## Szereplők
| Szerep        | Színész              | Magyar hang     |
| ------------- | -------------------- | --------------- |
| Lisa          | Noomi Rapace         | Solecki Janka   |
| Lars          | Aksel Hennie         | Stohl András    |
| Mikkel        | Nils Ole Oftebro     | Papp János      |
| Petter Larsen | Atle Antonsen        | Háda János      |
| Dave          | Christian Rubeck     | Mészáros András |
| Roy André     | Eriksen André        | Orosz Ákos      |
| Viktor        | Stig Frode Henriksen | Előd Álmos      |
| Ida           | Selome Emnetu        | Kelemen Kata    |
| Hans          | Tor Erik Gunstrøm    | Bácskai János   |
| Charlotte     | Evy Kasseth Røsten   | Gyöngy Zsuzsa   |
| Kjetil        | Harald Dal           | Szatmári Attila |